# Elizabeth Harrower (Schriftstellerin)
Elizabeth Harrower (* 8. Februar 1928 in Sydney; † 7. Juli 2020 ebenda) war eine australische Schriftstellerin.

## Leben
Elizabeth Harrower wuchs in Newcastle auf und ab 1940 in Sydney, wo sie nach Abschluss der Schule eine Arbeit als Büroangestellte aufnahm. Von 1951 bis 1959 hielt sie sich in Schottland und in London auf und beabsichtigte, Psychologie zu studieren. Stattdessen begann sie als Schriftstellerin zu arbeiten. Sie veröffentlichte in den fünfziger und sechziger Jahren vier Romane. Als ihre Mutter starb, beendete sie abrupt ihre Schriftstellerkarriere. Sie geriet außerhalb der Literaturwissenschaft in Vergessenheit, bis 2012 ihre Romane neu aufgelegt wurden. Im Jahr 2014 ließ sie dann auch ihr letztes Romanmanuskript, das sie 1971 noch vor der Veröffentlichung bei Macmillan zurückgezogen hatte, erscheinen, das auf lebhafte Resonanz stieß, und 2015 wurde auch eine Zusammenstellung veröffentlichter Erzählungen und Kurzgeschichten gedruckt.

## Werke (Auswahl)
- Down in the city. Cassell, London 1957
- The Long Prospect. Cassell, London 1958
- The Catherine Wheel. Cassell, London 1960
- The Watch Tower. Macmillan, London 1966
  - Die Träume der anderen. Roman. Übersetzung Alissa Walser. Aufbau, Berlin 2019, ISBN 978-3-351-03764-2
- In Certain Circles. 2014
  - In gewissen Kreisen. Roman. Übersetzung Alissa Walser. Aufbau, Berlin 2016, ISBN 978-3-351-03633-1
- A Few Days in the Country: And Other Stories. 2015